# 张祜
張祜（約785年—854年），字承吉，小名冬瓜，貝州武城縣人，一說鄧州穰縣人，唐代詩人。以宮詞得名。
生年不詳。家世显赫，為清河张氏望族，人称张公子，有“海内名士”之譽。张祜平生傲诞，白居易嘲戏他的“鸳鸯钿带抛何处，孔雀罗衫付阿谁”为“款头诗”时，张祜回答:“‘上穷碧落下黄泉，两处茫茫皆不见。’非目连变何邪？”长庆三年（823年），至杭州谒刺史白居易，与徐凝爭取解元的名額，落敗而回。
大和三年（829年），天平军节度使令狐楚曾表薦張祜，在長安為元稹排擠，曰：“祜雕虫小巧，壮夫不为。”遂至淮南。晚年定居丹阳。大中八年（854年），卒於丹陽隱舍。
张祜工於詩，可成一家之言，有《集靈台》詩：“卻嫌脂粉汙顏色，淡掃蛾眉朝至尊。”這是成語【淡掃蛾眉】的出處。陆龟蒙讚嘆其诗：“善题目佳境，言不可刊置别处，此为才子之最也”。杜牧《登池州九峰楼寄张祜》诗云：“谁人得似张公子，千首诗轻万户侯。”钱锺书評其作品:“从现存他的诗看来，并不像白居易那样平坦爽直，比较约敛，带点小巧，毋宁说是王建的‘入室’。也像王建，他作了些宫词。”《全唐诗》收录其诗349首。

## 代表作
唐代韦庄《又玄集》、北宋王安石《唐百家诗选》、清人沈德潜《唐诗别裁》皆选有张祜作品。其代表作品有《题金陵渡》、《雁门太守行》、《送苏绍之归岭南》、《旅次石头岸》、《隋宫怀古》、《从军行》、《爱妾换马》、《宫词二首》、《夜宿湓浦逢崔升》、《听筝》、《散花楼》、《悲纳铁》、《樱桃》等，其中《题金陵渡》和《宫词二首》流传颇广。集十卷，今编诗二卷（全唐诗中卷第五百一十和五百一十一）。